# Radio périphérique
Met radio périphérique ('perifere radio') werden in het Franse medialandschap radiostations bedoeld waarvan de zendinstallatie niet op Franse bodem mocht staan in verband met een staatsmonopolie op radio. Dit monopolie gold van het einde van de Tweede Wereldoorlog tot 1981. Hoewel de zendinstallaties zich dus in het buitenland bevonden, stonden de hoofdkantoren van deze radiostations vaak wel in Frankrijk. In veel gevallen nam de overheid zelfs een minderheidsbelang in deze bedrijven om er invloed op uit te kunnen oefenen. Hiertoe had de staat de N.V. Sofirad opgericht die ze volledig onder haar controle hield en die deze minderheidsbelangen beheerde. Alleen RTL en Radio Andorra wisten zich aan deze controle te onttrekken. 
Voorbeelden van periferieke radiostations waren:
- RTL zond uit vanuit Luxemburg en had het hoofdkantoor in Parijs. De zender bereikte heel Noord-Frankrijk.
- Sud Radio had de zender in Andorra staan en het hoofdkantoor in Toulouse. Deze zender bestreek het zuidwesten van het land.
- Radio Andorra is lange tijd in heel Frankrijk te ontvangen geweest en was tot 1968 marktleider in het zuidwesten. Het station had zowel de zender als de kantoren en de studio's in het prinsdom Andorra.
- RMC had zowel de zendinstallatie als het hoofdkantoor in Monaco, maar daarnaast studio's in onder andere Parijs, Marseille, Lyon en Montpellier.
- Radio Océan / Atlantic 2000 huurde de zendinstallatie van een Spaans radiostation in San Sebastian en had kantoren en studio's in zowel die stad als in Bayonne.

Europe 1 zendt nog steeds (stand augustus 2016) uit vanuit Saarland, op 183 kHz (lange golf). Deze zender heeft een erg hoog vermogen en dus een zeer groot bereik (richting Frankrijk). Het station heeft het hoofdkantoor in Parijs en begon als concurrent van RTL in Frankrijk. Naast de zender in Saarland heeft Europe 1 ook FM-zenders in Frankrijk zelf.